# L'Élève Gilles
L'Élève Gilles est un roman d'André Lafon publié en 1912 aux éditions Librairie académique Perrin. L'auteur obtient le Grand prix de littérature de l'Académie française également en 1912, la première année de cette distinction.

## Résumé
Gilles est un adolescent placé durant quelques mois à la campagne, aux bons soins de sa tante. Garçon de la ville, il s’imprègne de la nature à travers sa découverte du jardin situé au bord de l’estuaire, dans lequel il se réfugie. Lors de la reprise des classes, il intègre l’internat du collège voisin, où il est confronté à la dureté des rapports entre gamins, aux premières amitiés exaltées, mais aussi aux premières trahisons et aux premières lâchetés. Et puis, il y a ces parents trop lointains, ce père musicien dont on ne sait trop de quel mal il souffre et que Gilles cherche à contenter de mille manières sans jamais y parvenir, cette mère aimante mais qui se consacre tout entière aux caprices de son mari – jusqu'au drame final.

## Éditions
- L'Élève Gilles, Librairie académique Perrin, 1912
- L'Élève Gilles, précédé par L'Élève André de Michel Suffran, illustrations hors texte de Jean-Charles de Munain, Blaye, Éditions Ausone, 1987
- L'Élève Gilles, préface de Anne-Marie Cocula, avant-propos de Jacques Monférier, précédé par L'Élève André de Michel Suffran et de La Veillée avec André Lafon de François Mauriac, illustrations hors texte de Jean-Charles de Munain, Blaye, Éditions Ausone, 1995
- L'Élève Gilles, préface de François Mauriac, postface de Jean-Marie Planes, Bordeaux, Le Festin, 2010
- L'Élève Gilles, Paris, Libretto, coll. « Littérature française », 2020  (ISBN 978-2-36914-554-7)